# Soucoucoutane
Soucoucoutane (auch: Soukoukoutan, Soukoukoutane) ist eine Landgemeinde im Departement Dogondoutchi in Niger.

## Geographie
Soucoucoutane liegt in der südlichen Sahelzone. Die Nachbargemeinden sind Kourfeye Centre im Nordwesten, Dogonkiria im Nordosten, Matankari im Südosten, Dogondoutchi im Süden und Loga im Südwesten.
Bei den Siedlungen im Gemeindegebiet handelt es sich um 28 Dörfer, 81 Weiler und 4 Lager. Soucoucoutane erhebt Anspruch auf fünf weitere Siedlungen in der Nachbargemeinde Matankari und drei weitere Siedlungen in der Nachbargemeinde Dogonkiria. Der Hauptort der Landgemeinde Soucoucoutane ist das Dorf Soucoucoutane.
Durch das Gemeindegebiet verläuft in Nord-Süd-Richtung das große, periodisch wasserführende Trockental Dallol Maouri. In Soucoucoutane besteht ein hohes Risiko von Überschwemmungen.

## Geschichte
Die Landgemeinde Soucoucoutane ging als Verwaltungseinheit 2002 im Zuge einer landesweiten Verwaltungsreform aus dem nordwestlichen Teil des Kantons Dogondoutchi hervor. Im Hauptort und in acht weiteren Siedlungen gab es im Zeitraum von 2011 bis 2016 mindestens drei Dürrejahre.

## Bevölkerung
Bei der Volkszählung 2012 hatte die Landgemeinde 38.700 Einwohner, die in 5360 Haushalten lebten. Bei der Volkszählung 2001 betrug die Einwohnerzahl 26.888 in 3282 Haushalten.
Im Hauptort lebten bei der Volkszählung 2012 4595 Einwohner in 727 Haushalten, bei der Volkszählung 2001 2890 in 353 Haushalten und bei der Volkszählung 1988 2086 in 281 Haushalten.
In ethnischer Hinsicht ist die Gemeinde ein Siedlungsgebiet von Arawa, Goubawa und Kurfeyawa.

## Politik
Der Gemeinderat (conseil municipal) hat 13 gewählte Mitglieder. Mit den Kommunalwahlen 2020 sind die Sitze im Gemeinderat wie folgt verteilt: 6 MPN-Kiishin Kassa, 4 PNDS-Tarayya, 1 MNSD-Nassara, 1 MODEN-FA Lumana Africa und 1 RDR-Tchanji.
Jeweils ein traditioneller Ortsvorsteher (chef traditionnel) steht an der Spitze von 23 Dörfern in der Gemeinde.

## Wirtschaft und Infrastruktur
Die Gemeinde liegt am Übergang der Zone des Regenfeldbaus des Südens zur Zone des Agropastoralismus des Nordens. 97 % der Bevölkerung von Soucoucoutane arbeiten in der Landwirtschaft. Der Grundwasserspiegel liegt in einer Tiefe von 50 bis 400 Metern, was den Zugang zu Trinkwasser erschwert.
Gesundheitszentren des Typs Centre de Santé Intégré (CSI) sind im Hauptort und in der Siedlung Doubalma Illéla vorhanden. Der CEG Soucoucoutane und der CEG Doubalma Illéla sind allgemein bildende Schulen der Sekundarstufe des Typs Collège d’Enseignement Général (CEG). Beim Centre de Formation aux Métiers de Soucoucoutane (CFM Soucoucoutane) handelt es sich um ein Berufsausbildungszentrum.
Im Hauptort endet die aus Bagagi kommende einfache Landstraße der Route 341. Im Dorf Kiada Kori Goumandey zweigt die Route 346 nach Chikal Chanyassou von der Route 341 ab.